# Jan Kryštof Handke
Jan Kryštof Handke (německy Johann Christoph Handke; 18. února 1694 Janušov – 31. prosince 1774 Olomouc) byl moravský barokní malíř.

## Život
Jan Kryštof Handke se narodil v Johnsdorfu (česky Janušově), nynější části Janovic u Rýmařova, hamernímu šafáři Kryštofu Hantkemu a jeho manželce Rosině. Ovlivnil ho např. Jan Jiří Etgens. Roku 1708 se stal učněm bruntálského malíře Jana Daniela Langera, v roce 1713 přešel k malíři Christianu Davidovi v Moravské Třebové. Následně přešel do Olomouce v roce 1714 (je uváděno i 1715) za malířem Ferdinandem Nabothem. V roce 1722 získal měšťanské právo a byl přijat do malířského cechu. Po smrti svého mistra si vzal jeho vdovu za ženu (neznámého jména) a převzal jeho dílnu. Spolu přivedli na svět v roce 1728 dceru Pavlínu. Po smrti své první ženy se oženil s dcerou olomouckého sochaře Filipa Sattlera Marií Veronikou (†1755). Spolu měli tři potomky, dospělosti se dožil jen syn Jan Josef Handke, pracující též jako malíř. Třetí manželství uzavřel ještě ve stejném roce smrti své druhé manželky opět s vdovou neznámého jména. Ta jej však po roce opouští. V Olomouci žil v domě v ulici Ztracená 10, dnes zvaný Handkův dům.
Umírá 31. prosince 1774 a byl pochován v dnes již zaniklém kostele Panny Marie na Předhradí v Olomouci.

## Rodina
Celkem počal čtyři děti. Z literatury se dočítáme jen o synu Johannesi Josefu Vinzencovi Handkem, který se dožil dospělosti. Jeho švagrem byl malíř Josef Ignác Sadler.

## Dílo
Jeho dílo je vrcholně barokní a později po roce 1740 s vlivy rokoka.
- 1715 – dokončení freskové výzdoby po Ferdinandu Nabothovi – Oslava Panny Marie rýmařovským děkanem Ferdinandem Ratschkerem a hlavní oltářní obraz Navštívení Panny Marie (1724) v kostele Navštívení Panny Marie „v Lipkách“, Rýmařov
- kolem 1720 a 1739 – oltářní obraz Povýšení sv. Kříže a obraz sv. Máří Magdalény (1739) v kostele sv. Matouše v Dolanech u Olomouce, pochází zřejmě z kaple zbořeného kartuziánského kláštera tamtéž, obraz sv. Máří Magdalény zapůjčen do Handkeho galerie ve Šternberku

### Výzdoba kostela Panny Marie Sněžné v Olomouci
- 1720–1744 – fresková a obrazová výzdoba kostela Panny Marie Sněžné v Olomouci[3]:
  - kapli sv. Ignáce z Loyoly:
    - 1720 – restaurování a domalování oltářního obrazu sv. Ignáce z Loyoly z roku 1621 od Jana Jiřího Heringa a obraz sv. Ignáce z Loyoly na predele (1755)
    - po 1743 – sedm fresek ze života sv. Ignáce z Loyoly: Vysvěcení sv. Ignáce, Světci se zjevuje sv. Petr, Panna Marie pomáhá při sestavování regulí řádu, Potvrzení regulí jezuitského řádu, Vize světce s Nejsvětější Trojicí, Osvícení sv. Ignáce při dokončování regulí a Založení nalezince v Římě
    - po 1743 – grisaillové medailony s vyobrazeními života sv. Ignáce
    - 1744 – obrazy Kardinál Moroni předává sv. Ignáci bulu papeže Pavla III. a sv. Ignác udílí almužny

  - v kapli sv. Františka Xaverského:
    - kolem 1720 – obraz sv. Františka Xaverského
    - po 1743 – sedm fresek ze života sv. Františka Xaverského: Křest indického knížete, Uzdravení nemocného jezuity, Disputace o původu světa, Udílení svátosti indickému knížeti, Uzdravení nemocného muže, Vzkříšení dítěte a Smrt sv. Františka Xaverského
    - po 1743 – grisaillové medailony s vyobrazeními života sv. Františka Xaverského
    - 1744 – obrazy Sv. František Xaverský přijímá zakládací listinu goánského semináře a Indická mise sv. Františka Xaverského

  - v kapli sv. Anny: po 1729 – fresky Obětování Panny Marie a Zvěstování sv. Anně
  - v kapli sv. Pavlíny: po 1729 – fresky Křest sv. Pavlíny a Umučeni sv. Pavlíny
  - v kapli sv. Barbory: 1729(?)–1732(?) – freska Oslava sv. Barbory
  - v kapli sv. Aloise: 1729(?)–1732(?) – freska Oslava sv. Aloise a oltářní obraz sv. Jana Křtitele
  - v kapli Anděla Strážce: 1729(?)–1732(?) – fresky Tobiáš s archandělem Rafaelem a Osvobození sv. Petra
  - v kapli sv. Josefa: 1729 – obraz Umučení sv. Apolonie na predele oltáře
  - v klenbě pod kůrem: kolem 1732 – fresky Panna Marie a sv. Jan Evangelista, Nanebevzetí Panny Marie a Korunování Panny Marie
  - v klenutí podvěží: kolem 1732 – fresky Zmrtvýchvstalý Kristus a Panna Marie a Panna Marie orodovnice Moravy    - Fresková výzdoba v kapli sv. Ignáce (po 1743)
    - Potvrzení regulí jezuitského řádu - Ignác z Loyoly přijímá bulu od papeže Pavla III. (po 1743)
    - Tobiáš se loučí s rodiči (1729–1732)?

### Výzdoba jezuitské univerzity v Olomouci
- 1717–1740 – fresková a obrazová výzdoba budov jezuitské univerzity v Olomouci, dnešní Univerzity Palackého
  - 1717–1718 – fresková výzdoba auly (Auditorium maximum) ve školní budově – nezachováno
  - kolem 1718 – obrazy císařů, papežů a biskupů pro aulu – ve sbírce univerzity jsou ze zachovaných portrétů Handkemu připsány obrazy císaře Maxmiliána II., papežů Řehoře XIII., Sixta V., Pia V., kardinála Františka z Dietrichsteina a biskupa Viléma Prusinovského z Víckova
  - 1726 a 1730 – fresková výzdoba refektáře a knihovny v kolejní budově – nezachováno, k fresce pro refektář se dochovalo modello v Moravské galerii[8]
  - 1728 – fresková výzdoba kaple Božího těla v tzv. Novém konviktu, spolupráce s Janem Drechslerem[9] – Apoteóza Nejsvětější svátosti s legendou o vítězství Jaroslava ze Šternberka nad Tatary na klenbě, k fresce se dochovalo modello ve sbírkách Strahovského kláštera[10]
  - 1729 – trojice oltářních pláten pro kapli Božího těla – na hlavní oltář Večeře v Emauzích a pro boční oltáře sv. Bonifác a sv. Barbora s Nejsvětější Trojicí a nezachovaný obraz neznámého námětu, nahrazeného obrazem Vize sv. Vavřince z Brindisi či Felixe z Cantalice? z Handkeho dílny (1747)
  - 1735 – navázání na freskovou výzdoby auly – klenba, okenní špalety a čelní stěna a mariánský obraz na katedru – fresky zachovány ve fragmentech
  - 1739–1740 – fresková výzdoba divadla (Auditorium comicum) a kaple vedle infirmaria ve školní budově, spolupráce s Josefem Pilzem – nezachováno    - Kardinál František z Dietrichsteinu (kolem 1718)
    - Apoteóza Nejsvětější svátosti s legendou vítězství nad Tatary (1728)
    - Večeře v Emauzích (1729), detail
    - Svatý Bonifác a svatá Barbora s Nejsvětější Trojicí (1729)

- asi 1722 – polychromie krucifixu vytvořeného Filipem Sattlerem, původně umístěným na schodišti domu ve Ztracené ulici č. 10 v Olomouci, soukromá sbírka
- 1723, 1726, po 1729 a 1749 – fresková výzdoba (1723), obraz Povýšení sv. Kříže (1726), cyklus oválných obrazů kartuziánských světců (po 1729) a obrazy Křížové cesty (1749) v kostele sv. Bartoloměje v Jívové[11]

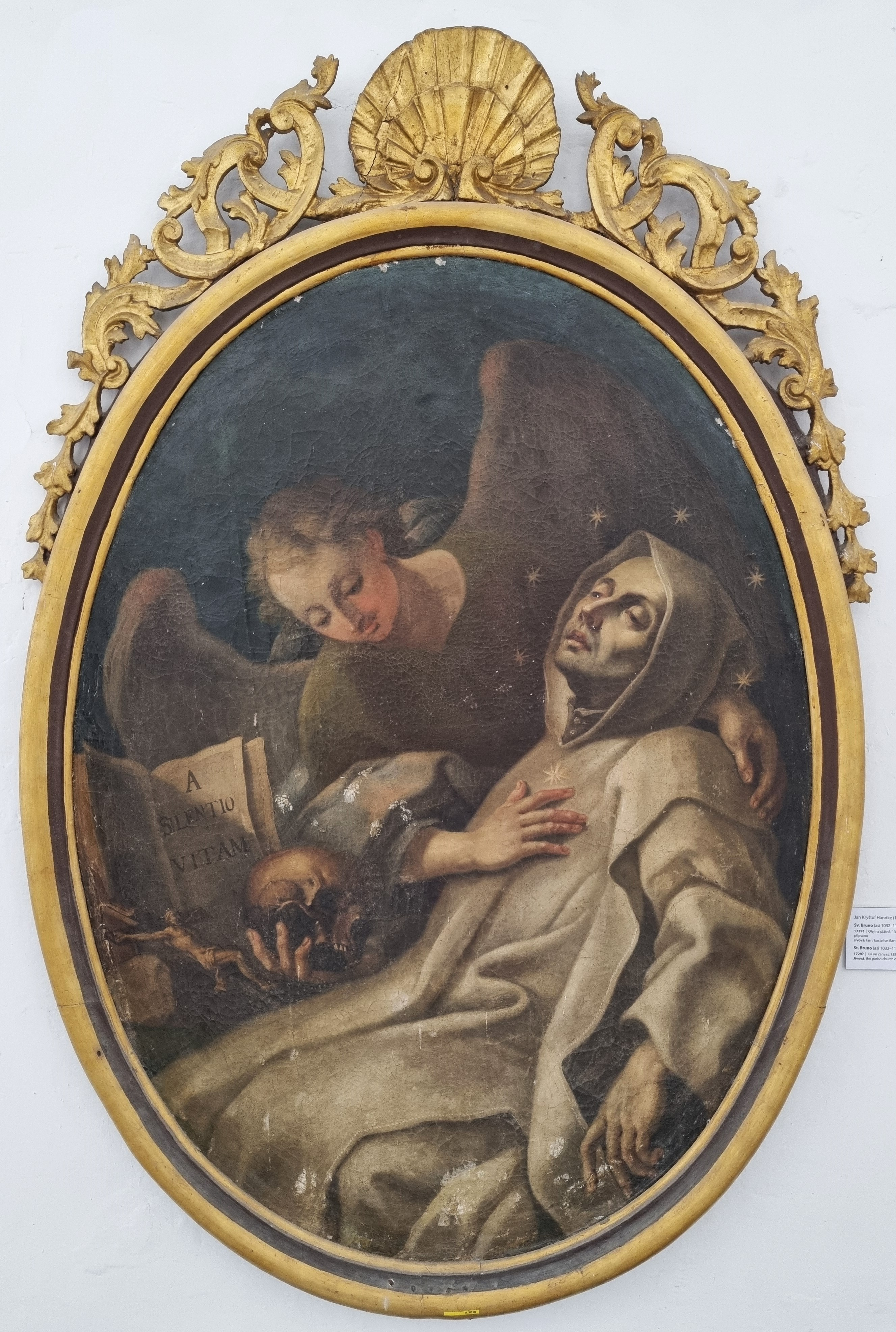
Smrt sv. Bruna, farní kostel v Jívové (po 1729)

- 1725–1726 a 1730 – fresková výzdoba (1725) a obrazy Stigmatizace sv. Františka (1726), sv. Kláry a sv. Jana Nepomuckého (oba kolem 1730), v minoritském kostele sv. Ducha v Opavě – spolupráce s Petrem Hocheckerem, fresková výzdoba nezachována
- 1725 a 1729 – oltářní obraz Růžencová Panna Marie se sv. Dominikem a sv. Kateřinou Sienskou (po 1725?) a obraz sv. Jana Nepomuckého (1729?) v kapli kostela sv. Michala v Rýmařově

### Výzdoba poutního areálu na Svatém Kopečku a kláštera Hradisko
- 1727–1728, 1731, 1733 a 1734 – fresková a obrazová výzdoba baziliky Navštívení Panny Marie a rezidence na Svatém Kopečku u Olomouce
  - 1727–1728 – fresky na oratořích kostela, spolupráce s Janem Drechslerem
  - 1731 – oprava fresky Johanna Stegera v kopuli a Alegorie čtyř světadílů v pendentivech kostela
  - 1734 – fresky v sakristii kostela
  - 1731 – oltářní obraz sv. Augustina a predelové obrazy sv. Jana Nepomuckého a sv. Judy Tadeáše z bočních oltářů kostela
  - 1733 – freska na stropě a obrazy světců v refektáři staré rezidence – nezachováno
  - 1734 – fresky na klenbách Svatých schodů
  - kolem 1737 – nástropní obraz Vidění sv. Norberta v Andrýskově sálu v rezidenci
- 1728 a 1736–1739 – fresková a obrazová výzdoba kláštera Hradisko u Olomouce
  - 1728 a 1738–1739 fresková výzdoba opatských pokojů prelatury – Hold čtyř světadílů Kristovi v zimní jídelně, Veduta kláštera v pracovně opata – výzdoba stěn pokojů je z větší části nezachována, obrazy opatů byly přemístěny do rezidence na Svatém kopečku
  - 1736 – freska Oslava sv. Štěpána v opatské kapli a hlavní oltářní obraz Kamenování sv. Štěpána v kostele sv. Štěpána    - Alegorie čtyř světadílů, bazilika na Svatém Kopečku (1731)
    - Vidění sv. Norberta, rezidence na Svatém Kopečku (kolem 1737)
    - Kamenování sv. Štěpána, kostel kláštera Hradisko (1736)
    - Veduta kláštera Hradisko (1738–1739)
- 1729 – fresková výzdoba v kostele sv. Jana Křtitele v Křenově u Svitav, spolupráce s Janem Drechslerem, přemalováno
- kolem 1730 – obraz sv. Jan Nepomucký obětuje Panně Marii svůj jazyk na oltáři v křížové chodbě kostela sv. Michala v Olomouci
- 1730, 1732 a 1734 – obrazy Křest Krista a Boha Otce na bočním oltáři sv. Jana Křtitele (1730), obraz sv. Iva v nástavci bočního oltáře sv. Jana Nepomuckého, sv. Kosmy a Damiána v nástavci bočního oltáře Panny Marie Bolestné (oba 1732) a mariánský obraz z provizorního hlavního oltáře (1734) v kostele sv. Mořice v Olomouci – mariánský obraz se nezachoval
- 1734, 1741, 1743 – oltářní obrazy Modlící se sv. Jan Nepomucký (1734), Sen sv. Josefa (1741), sv. Anny Samotřetí (1743), a Zvěstování Panně Marii v kostele Nanebevzetí Panny Marie v Holešově, obraz sv. Anny pochází z kostela sv. Anny, obraz Zvěstování namaloval v Handkeho dílně Josef PilzSvatá Anna Samotřetí, farní kostel v Holešově (1743)

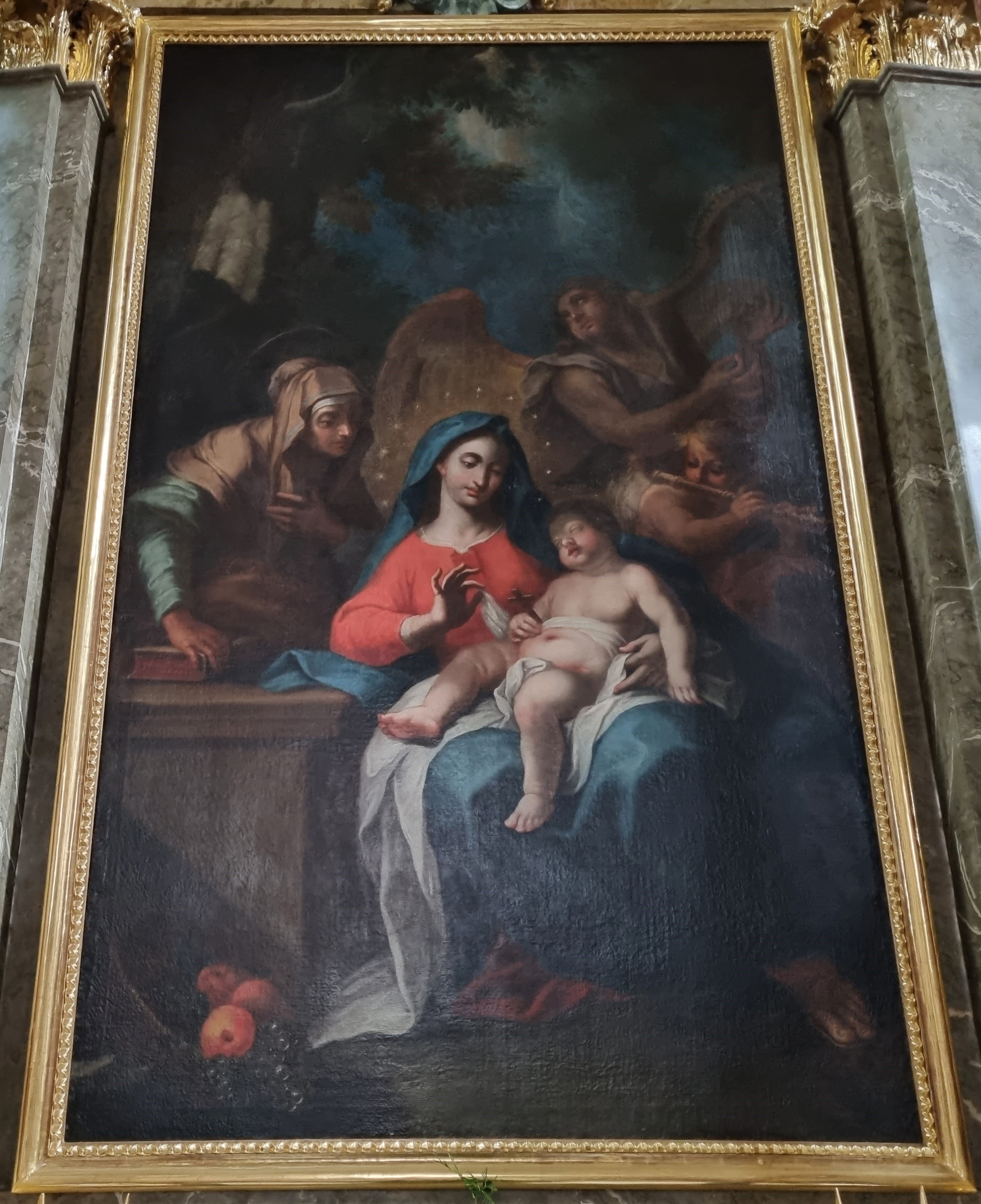
Svatá Anna Samotřetí, farní kostel v Holešově (1743)

- 1735 – oltářní obrazy Vidění sv. Norberta a sv. Augustina s Pannou Marií a Ježíškem a v kostele sv. Vavřince ve Štěpánově, provenience obrazů není původní
- 1736 a 1743–1747 – fresková výzdoba kaple sv. Stanislava s obrazem Anděla Strážce (1736) a Loretánské kaple (1743–1747) v katedrále sv. Václava v Olomouci
- 1738 – hlavní oltářní obraz Stětí sv. Kateřiny a obraz Nejsvětější Trojice v nástavci v kostele sv. Kateřiny v Rešově, obrazy pocházejí z oltáře katedrály sv. Václava v Olomouci
- kolem 1739 – obraz sv. Alžběta se sv. Zachariášem a sv. Janem Křtitelem na stropě sálu fary v Dolanech

### Výzdoba kláštera ve Šternberku
- 1719–1750 – fresková a obrazová výzdoba kláštera augustiniánů ve Šternberku
  - 1719 – 14 oválných obrazů Čtrnácti sv. pomocníků – zachováno 12, velké obrazy 12 světců – zachováno 6
  - 1728 – fresková výzdoba refektáře – nezachováno
  - kolem 1728 – fresková výzdoba sálu proboštství – Oslava Panny Marie a alegorie Ročních dob v okenních špaletách v tzv. Klenotnici
  - 1736–1737 (27. listopadu 1736–6. ledna1737) – fresková výzdoba letohrádku v klášterní zahradě na téma Píseň písní a portréty zakladatelů (zbořen 1834) – nezachováno
  - kolem 1740 – obraz Svaté Příbuzenstvo
  - 1744–1745 – 7 alegorických obrazů augustiniánských ctností pro děkanství – nezachováno
  - 1744–1745 (14. července 1744–24. srpna 1745) – fresková výzdoba schodiště na téma Panna Marie Ochranitelka augustiniánů – nezachováno
  - 1744 – fresková výzdoba sálů děkanství – Povolání Natanaela s křesťanskými ctnostmi v rozích a podobiznami zakladatelů Alberta a Petra ze Šternberka, kardinální ctnosti ve špaletách oken, spolupráce s Josefem I. Sadlerem, světci v okenních špaletách dalších místností
  - 1746 – obraz Vize sv. Jeronýma z kaple starého klášterního kostela
  - 1746 – obrazy Boží prozřetelnost se světadíly – nezachováno, Klanění tří králů, portréty proboštů Patrika V. Lehmana, Patrika J. Meixnera, Václava a Mikuláše II. Veleka a portréty Alberta ze Šternberka a Petra ze Šternberka – všechny určené do letního refektáře
  - 1747 (22. leden–duben) – fresková výzdoba letního refektáře a malé jídelny, spolupráce s Josefem Grabenbauerem a obrazy klášterních statků Výšovice a Babice – nezachováno
  - 1748 (srpen–říjen) – fresková výzdoba zimního refektáře na téma Hostina Beránkova a osm Blahoslavenství, spolupráce s Josefem Grabenbauerem– nezachováno
  - 1749 – osm oválných obrazů doktorů církve pro knihovnu – nezachováno
  - 1750 (1. duben–17. červen) – fresková výzdoba knihovny – nezachováno
  - 1768 – obrazy sv. Oldegaria a sv. Clevaria?    - Svatá Markéta Antiochijská (1719)
    - Apoteóza Panny Marie (kolem 1728)
    - Povolání Natanaela za učedníka (1744)
    - Klanění tří králů (1746)
    - Arcibiskup Albert Aleš ze Šternberka (1746)

- 1742–1743 a 1745 – fresková výzdoba kaplí zámku ve Velkých Losinách – Oslava Jména Ježíš ve velké kapli (1742–1743) a Oslava Jména Panny Marie v malé kapli (před 1745)
- 1743 – hlavní oltářní obraz Vidění sv. Jiří v kostele sv. Jiří v Pivíně – přemalováno

- kolem 1743 – oltářní obrazy Klanění tří králů a Zavraždění sv. Václava v kostele sv. Kunhuty v Náměšti na Hané, obrazy byly i s oltáři sem přemístěny po regotizaci dómu sv. Václava v Olomouci
- 1746 – obraz Křest knížete Bořivoje v kostele Nanebevzetí Panny Marie v Uničově
- 1747 – obraz Panny Marie Pomocné pro kapli starého kostela sv. Trojice ve Šternberku, dnes v kapli kostela Zvěstování Panny Marie tamtéž
- kolem 1747 – oltářní obraz Přímluva sv. Jana Nepomuckého za Jana Sarkandra před Pannou Marií s Ježíškem v kostele Panny Marie Pomocnice křesťanů v Mírově
- 1749, 1752 a 1763 – oltářní obrazy sv. Josefa Kalasanského před Pannou Marií s Ježíškem (1749), sv. Tekly z Ikonie (1752) a Pia V. modlící se k Panně Marii Vítězné (1763) v bývalém piaristickém kostele Panny Marie Těšitelky v Bruntále
- 1748 a 1749 – hlavní oltářní obraz sv. Mikuláš obdarovává otce neprovdaných dcer (1748) a Panna Marie Pomocná a Anděl Strážný na bočních oltářích (oba 1749) a obrazy Oplakávání Krista a Svaté Příbuzenstvo (oba kolem 1740) v kostele sv. Mikuláše ve ŠtarnověAnděl Strážný, farní kostel ve Štarnově (1748)

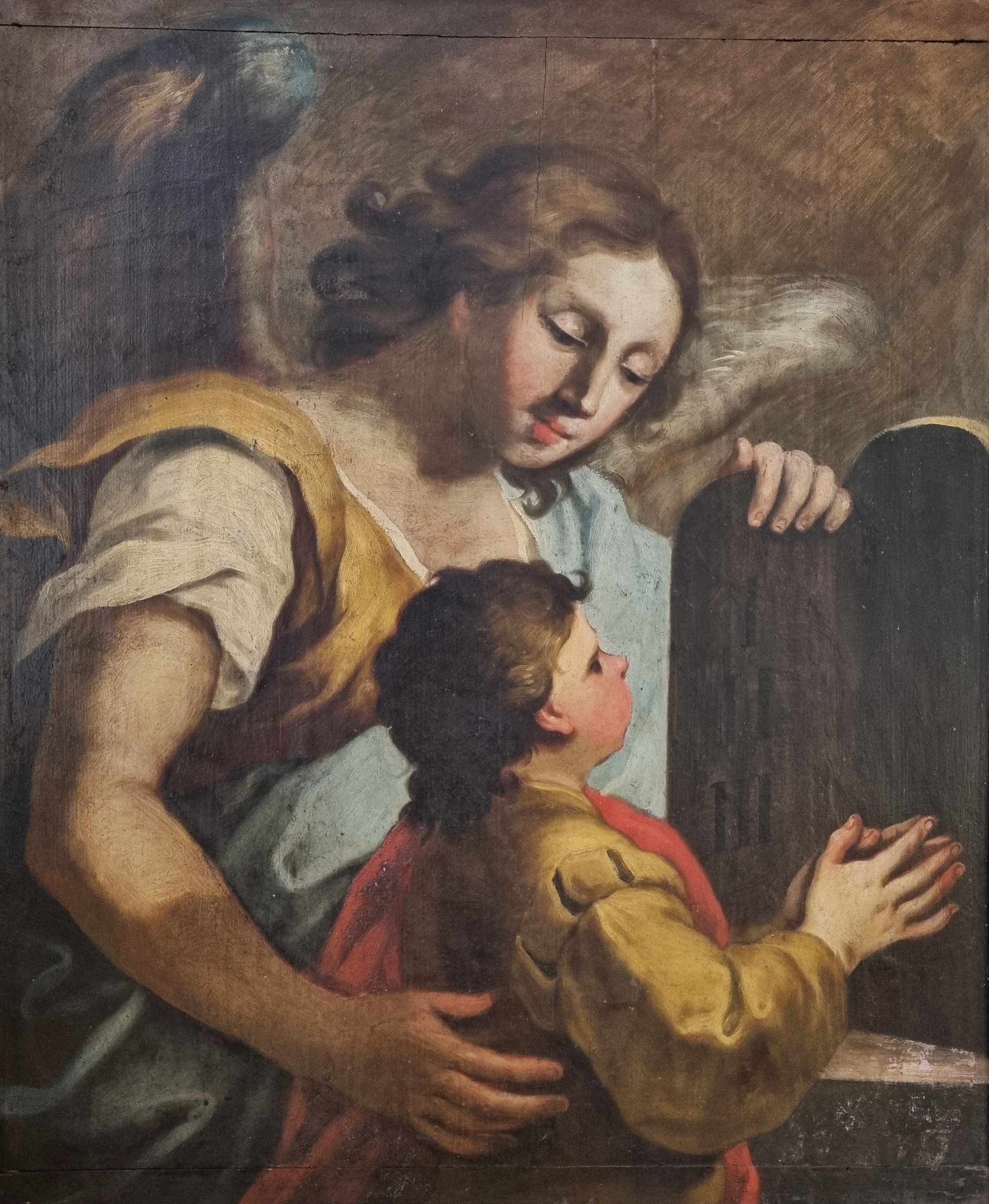
Anděl Strážný, farní kostel ve Štarnově (1748)

- 1748 a 1737, po 1760 – hlavní oltářní obraz sv. Vavřince s Nejsvětější Trojicí a oltářní obrazy Anděla Strážného a Svaté příbuzenstvo (všechny 1748), obrazy sv. Huga z Lincolnu a sv. Floriána se sv. Vavřincem (oba 1737), obrazy sv. Augustina a sv. Vincence z Pauly (oba asi po 1757) a obraz Seslání Ducha svatého (kolem 1750) v kostele sv. Vavřince ve Výšovicích
- 1749 – hlavní oltářní obraz Smrt sv. Václava a obraz Nanebevzetí Panny Marie v kostele sv. Václava ve Skalách – obraz Panny Marie nezachován, pochází ze staršího kostela tamtéž
- kolem 1749 – obrazy Panna Marie s Ježíškem, sv. Antonínem, sv. Floriánem a sv. Hiláriem a Boha Otce, Slezské zemské muzeum, Opava, původně v zámecké kapli v Janovicích u Rýmařova
- 1750–1751 – fresková výzdoba kaple v bývalé rezidenci šternberských augustiniánů v Žerotíně, spolupráce s Josefem I. Sadlerem – částečně dochováno
- 1753 – kasulový obraz sv. Jana Křtitele v nástavci hlavního oltáře v kostele Stětí sv. Jana Křtitele ve Velké Bystřici
- 1754 – hlavní oltářní obraz a obrazy Smrt sv. Josefa a sv. Antonína Paduánského na bočních oltářích pro kostel sv. Mikuláše v Mladoňově – v 19. století byly část obrazů nahrazeny kopiemi, obraz sv. Antonína Paduánského přesunut do kostela sv. Jiří v Libině
- 1755 – hlavní oltářní obraz Nejsvětější Trojice se sv. Kateřinou v kostele Nejsvětější Trojice v Suchdolu nad Odrou
- 1757 – obrazy Kristus a žena ze Samaří, sv. Augustin a sv. Kryšpín a sv. Kryšpinián v kostele Nejsvětější Trojice v Oborné, pochází ze staršího kostela tamtéž
- 1758 – hlavní oltářní obraz Vize sv. Huberta a obraz Vize sv. Eustacha v kapli sv. Huberta v Karlově Studánce
- kolem 1760 – hlavní oltářní obraz Hostina v domě Šimona Farizeje v kostele sv. Máří Magdalény v Senici na Hané
- kolem 1761 – predelový obraz Svaté Rodiny na bočním oltáři sv. Josefa v kostele sv. Máří Magdalény v Brně
- 1762 – obrazy na bočních oltářích v kostele sv. Máří Magdalény v Pustých Žibřidovicích
- 1766 a 1768 – hlavní oltářní obraz Kristus v domě Šimonově (1768) a obraz Panna Marie předávající škapulíř sv. Šimonu Stockovi (1766?) v kostele sv. Máří Magdalény v Horním Městě, z kostela pochází i obraz Ošetřování sv. Šebestiána (1766), který je uložen v šumperském muzeu[12][13]

### Muzea a církevní instituce
- 1. polovina 18. století – obraz Apoteóza Nejsvětější svátosti oltářní za přítomnosti Jaroslava ze Šternberka, Vlastivědné muzeum v Šumperku
- 1. polovina 18. století – obraz Ukřižování, Arcibiskupství olomoucké
- 1. polovina 18. století – obraz Piety, Muzeum umění, Olomouc
- polovina 18. století – obraz Panny Marie Bolestné[14], Moravská galerie v Brně
- 1736 a 1739 – obrazy sv. Augustina (1736), a sv. Petra Fourského a sv. Gilberta (oba 1739), Arcibiskupství olomoucké
- 1736 – obraz Nesení kříže, Muzeum umění, Olomouc, pochází z refektáře kláštera kapucínů v Olomouci
- konec 30. let? – obraz sv. Jan Nepomucký uctívající Staroboleslavské palladium, Muzeum v Bruntále, pochází ze zámecké kaple v Branticích
- asi kolem 1740 – obraz Smrt sv. Ondřeje Avellinského, Vlastivědné muzeum v Olomouci
- 1740 – obraz sv. Jana Nepomuckého, fara v Olomouci–Nové Ulici, obraz na plechu pochází z neznámé patrně venkovní lokality
- 1749 – obraz Křest Krista z bočního oltáře katedrály, farnost sv. Václava v Olomouci, zapůjčeno do Arcidiecézního muzea
- 1747 – oltářní obraz Panna Marie s Ježíškem, sv. Janem Nepomuckým a sv. Janem Sarkandrem, kněžský seminář v Olomouci, objednán pravděpodobně pro nějaký kostel v Mikulově
- 1749 – obrazy Panna Marie s Ježíškem, sv. Antonínem, sv. Floriánem a sv. Hiláriem a Boha Otce, Slezské zemské muzeum, Opava, pochází ze zámecké kaple v Janovicích u Rýmařova
- kolem 1750 – obraz sv. Erasma, farnost Moravský Beroun, zapůjčeno do Handkeho galerie ve Šternberku
- 1750 – obraz sv. Rodiny, Muzeum umění, Olomouc
- 1752 – obraz sv. Jana Křtitele, Muzeum umění, Olomouc
- 1753 – obrazy sv. Mikuláše a sv. Martina, fara v Kralicích na Hané
- 1753 – obraz Svaté Rodiny, Muzeum Kroměřížska
- 1754 a 1755 – obrazy Lovecké zátiší s kancem a Lovecké zátiší daňkem, Muzeum umění, Olomouc
- 1757 – obrazy sv. Jana Nepomuckého a sv. Jana Sarkandera, fara v Rajnochovicích, zapůjčeno do Handkeho galerie ve Šternberku
- 1760 a 1762 – obrazy Zátiší se pstruhy (1760), Zátiší s bolenem a ovocem, Zátiší s hlavou kapra a Zátiší s hlavou štiky (všechny 1762), Vlastivědné muzeum v Olomouci
- 1762 – obraz Ukřižování[15], Moravská galerie v Brně
- 1763 – obraz Bolestná Panna Marie (Madona s palcem), Muzeum umění, Olomouc
- 1763 a 1764 – obrazy sv. Petra Kajícníka a sv. Pavla (oba 1763) a sv. Apolonie (1764), fara ve Zvoli
- 1763 – obraz sv. Jana Nepomuckého, Vlastivědné muzeum v Olomouci
- 1763 – obrazy z cyklu Čtyř ročních dob, Muzeum umění, Olomouc, obraz Alegorie jara nezachován
- 1765 – obraz Bolestná Panna Marie, Muzeum umění, Olomouc
- 1765 – obrazy Archanděla Rafaela s Tobiášem, farnost v Hnojicích, zapůjčeno do Arcidiecézního muzea v Olomouci
- 1765 – obrazy Vize sv. Antonína Paduánského, sv. Josefa z Leonessy, sv. Ludvíka z Toulouse a sv. Fidela ze Sigmaringen, klášter minoritů v Opavě, pocházejí z některého kapucínského kláštera na Moravě
- 1766 – hlavní oltářní obraz Korunování Panny Marie a nezachovaný obraz Nejsvětější Trojice z kaple Nejsvětější Trojice v Malé Morávce (v roce 1779 byl na oltáři nahrazen obrazem Johanna F. Greipela), církevní depozitář
- 1766 – sv. Petr Kajícník, fara v Bruntále
- 1767 – obraz Kající Máří Magdaléna a Svaté příbuzenstvo, fara v Bruntále, pocházejí z kostela Panny Marie Pomocné na Uhlířském vrchu u Bruntálu  - Nesení kříže, Muzeum umění, Olomouc (1736)
  - Anděl podává sv. Janu Nepomuckému jazyk, Olomouc–Nová Ulice (1740)
  - Křest Krista, farnost sv. Václava v Olomouci – Muzeum umění (1749)
  - Zátiší s bolenem a ovocem, Vlastivědné muzeum v Olomouci (1762)

### Slezsko (Polsko)

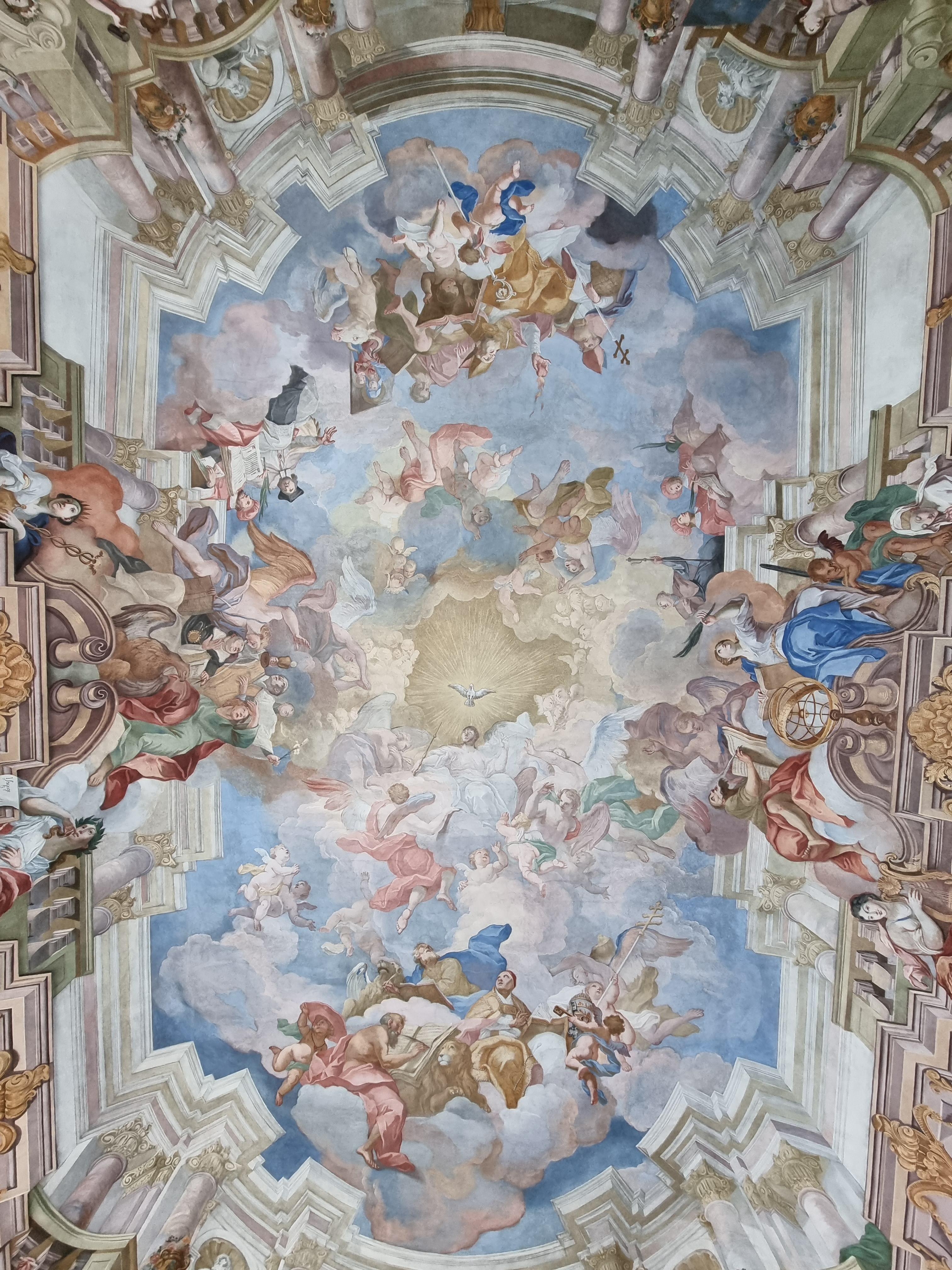
Apoteóza Božské Prozřetelnosti, Aula Leopoldina vratislavské univerzity (1732)

- Apoteóza Božské Prozřetelnosti, Aula Leopoldina vratislavské univerzity (1732)kolem 1730 – obraz Apoteóza sv. Františka Xaverského v jezuitském kostele Nanebevzetí Panny Marie v Nise
- 1731–1732 – fresková a obrazová výzdoba sálu Aula Leopoldina v jezuitské univerzitě ve Vratislavi – Apoteóza Božské Prozřetelnosti, Alegorie moudré vlády Slezska, Zasvěcení univerzity Panně Marii na klenbě, podobizny významných učenců ve špaletách oken, obrazy 8 panovníků a církevních hodnostářů – císař Rudolf II., biskup Filip L. ze Sinzendorfu, papež Klement XII., p. František Retz, papež Urban VIII., císař Ferdinand I., císař Ferdinad III. a vévoda Štěpán Lotrinský (z portrétů se zachovaly čtyři poslední, které byly ukradeny roku 1997, ty byly nahrazeny kopiemi, vrátil se pouze jeden, ostatní čtyři jsou portréty vytvořené po roce 1934)
- 1733 – fresková výzdoba sálu Oratorium Marianum v jezuitské univerzitě ve Vratislavi – Nanebevzetí Panny Marie, Bůh Otec, Navštívení Panny Marie, Klanění pastýřů na klenbě, emblémy loretánské litanie v lunetách a špaletách oken (fresky byly zničeny pro bombardování roku 1945 a rekonstruovány v letech 2013–2014)

- 1733 – fresková výzdoba refektáře s podobiznami císařů Ferdinanda III. a Leopolda I. v jezuitské koleji v Hlohově – nezachováno
- 1736 – hlavní oltářní obraz Apoteóza sv. Judy Tadeáše v kostele sv. Jiří, Gorzupia Dolna, původně na oltáři jezuitského kostela v Hlohově
- 1743 – obrazy čtyř Evangelistů, Nanebevstoupení Krista a Nanebevzetí Panny Marie, Kołaczów
- 1749 – obraz Císař Herakleios nese sv. Kříž do Jeruzaléma pro kostel sv. Jana Křtitele v Hrobníkách – nezachováno
- kolem 1750 – hlavní oltářní obraz Nejsvětější Trojice pro farní kostel zřejmě v Žibřidovicích – nezachováno

### Nezachováná díla
- po 1714 – votivní obraz pro vdovu po malíři Ferdinandovi Nabothovi pro kostel Nejsvětější Trojice ve Šternberku

- po 1725 – hlavní oltářní obraz Archanděla Michaela, obraz sv. Tomáše a obrazy sv. Josefa a Panny Marie na bočních oltářích z kostela sv. Michala v Rýmařově (nahrazené v 19. století)
- 1721 – hlavní oltářní obraz pro kostel sv. Jiljí v Pavlovicích
- 1722 – fresková výzdoba kaple sv. Jana Sarkandra v Olomouci (zaniklo při úpravách kaple v letech 1908–1912)
- 1722 – fresková výzdoba otevřeného sálu olomoucké radnice
- po 1722 – fresková výzdoba kostela Svatých Schodů v Olomouci (zaniklo při úpravách v letech 1799–1802)
- 1728 – obraz Svatba v Káni galilejské pro refektář jezuitské koleje v Opavě, spolupráce s Janem Drechslerem
- 1730 – fresková výzdoba mariánské kaple v Uničově, spolupráce s Františkem Hoffmannem a Janem Drechslerem
- 1730 – fresková výzdoba jezuitského kostela Nanebevzetí Panny Marie v Hradci Králové, spolupráce s Františkem Hoffmannem a Janem Drechslerem – zachováno pouze v kapli sv. Ignáce z Loyoly
- 1731 – efemérní triumfální brána při příležitosti svatořečení sv. Jana Nepomuckého u katedrály v Olomouci
- 1731 – obrazy křížové cesty a fresková výzdoba dvou kaplí, v kostele sv. Martina v Hrochově Týnci[16] – dochována pouze freska Boha Otce v jedné z kaplí
- 1735 – hlavní oltářní obraz v kostele sv. Mikuláše v Hanušovicích
- 1735–1736, 1743, 1754–1755 – hlavní oltářní obraz a obrazy bočních oltářů sv. Františka Xaverského a sv. Jana Nepomuckého (1735–1736) a fresková výzdoba (1743 a 1754–1755) kostela Nejsvětější Trojice ve Šternberku (zbořen 1796), obraz sv. Trojice byl přesunut do špitálního kostela tamtéž, spolupráce s Antonínem Richterem
- 1736 – obraz Ukřižování z refektáře kláštera kapucínů v Olomouci
- 1740 – fresková výzdoba a tři oltářní obrazy v kapli křížové chodby kartuziánského kláštera v Olomouci
- 1742, 1748, 1750–1751 a 1766 – fresková (1742 a 1750–1751) a obrazová výzdoba kostela Panny Marie na Předhradí v Olomouci (zbořen 1839): oltářní obrazy Piety, sv. Judy Tadeáše, sv. Filipa Neri (oba 1748),  Klanění tří králů (1749), sv. Jan Nepomucký a sv. Ondřej Avellinský (oba 1766), obraz Piety byl přesunut do kostela sv. Filipa a Jakuba v Olomouci–Nových Sadech a obraz Tří králů do kostela sv. Tří králů v Ostružné
- 1743 – fresková výzdoba kaple bl. Jana Sarkandera v děkanství a obrazy sv. Petra a Pavla a sv. Kateřiny pro špitální kapli sv. Martina v Holešově
- 1743 – obrazy Křížové cesty pro kostel františkánského kláštera v Olomouci, spolupráce s Josefem Pilzem
- 1746–1747 – návrh a realizace malířské výzdoby olomouckého orloje
- 1747 – efemérní triumfální brána při příležitosti svatořečení sv. Fidela ze Sigmaringen a sv. Josefa z Leonessy u kláštera kapucínů v Olomouci, spolupráce s Ludvíkem Müllerem a Antonínem Richterem
- 1749 – osm pašijových obrazů a freska Poslední soud v kapucínském kostele Zvěstování Páně v Olomouci, společně s Janem Drechslerem
- kolem 1750 – hlavní oltářní obraz pro kostel sv. Michaela v Kujavech
- 1750 – hlavní oltářní obraz sv. Klára s řeholnicemi proti nepříteli pro klášterní kostel klarisek sv. Kláry v Olomouci
- 1751 – malba sv. Floriána na stěně zámecké sýpky v Žerotíně
- 1754 – obraz Panny Marie Pomocné pro zámeckou kapli v Kyselovicích (zámek zbořen po roce 1900)
- 1754 – hlavní oltářní obraz a obrazy Smrt sv. Josefa a sv. Antonína Paduánského na bočních oltářích pro kostel sv. Mikuláše v Mladoňově – v 19. století byly část obrazů nahrazeny kopiemi, obraz sv. Antonína Paduánského přesunut do kostela sv. Jiří v Libině
- 1751 – hlavní oltářní obraz Smrt sv. Josefa a obraz Anděla Strážného pro kapli a výzdoba jídelny v bývalé rezidenci šternberských augustiniánů v Žerotíně (obraz sv. Josefa odvezen 1758 pruským vojskem), spolupráce s Josefem I. Sadlerem
- kolem 1760  – hlavní oltářní obraz pro kostel sv. Jiří v Brušperku
- 1761 – obrazy sv. Petr uzdravujícího chromého, sv. Pavel křtící Dionýsa a sv. Petr trestající Ananiáše pro kostel sv. Petra a Pavla na Předhradí v Olomouci (zbořen 1792)
- 1763? – obrazy Vítězství nad Turky a Glorifikace Panny Marie z piaristického kláštera v Bruntále
- 1766 – hlavní oltářní obraz sv. Matouš píše rodokmen Krista pro kostel sv. Matouše v Červené Vodě
- 1766 – hlavní oltářní obraz sv. Josefa a obrazy sv. Alžběty, sv. Hedviky, sv. Mikuláše nad vedutou města a sv. Martina se žebrákem ze špitální kaple v Rýmařově
- 1768 – obraz Nanebevzetí Panny Marie z kostela sv. Jana Nepomuckého v Karlovci

### Vyloučené autorství
- kolem 1730  – oltářní obrazy Zázrak sv. Mikuláše a Zázrak sv. Valentina v kostele sv. Jiljí v Úsově – připsáno dílu Petra Hocheckera
- kolem 1730 – obraz Kázání sv. Jana Křtitele, Arcibiskupství olomoucké, zapůjčeno do Handkeho galerie ve Šternberku – připsáno dílu Petra Hocheckera

- 1756 – stropní olejomalba Josef Egyptský na hostině se svými bratry v hlavním sále rezidenci šternberského kláštera ve Výšovicích – připsáno dílu Antonína Richtera
- kolem 1750 – obraz Čtrnácti sv. pomocníků v kostele sv. Vavřince ve Výšovicích – připsáno dílu Antonína Richtera
- kolem 1760 – obraz sv. Barbory na bočním oltáři v kostele sv. Máří Magdalény v Senici na Hané – připsáno dílu Josefa Pilze
- 1. polovina 19. století – freska Kristus v domě Šimonově ve slavnostním sále bývalé rezidence šternberských augustiniánů v Hnojicích